# Лечение шоком (фильм, 1981)
«Лечение шоком» (англ. Shock Treatment) — кинофильм, музыкальная комедия. Является логическим продолжением фильма «Шоу ужасов Рокки Хоррора», снятого в 1975 году. Но в отличие от традиционных продолжений, актёры и роли в обоих фильмах не всегда соответствуют друг другу.

## Сюжет
Продолжая цепь событий фильма «Шоу ужасов Рокки Хоррора», персонажи Брэд и Джанет Мейджорс (сыгранные, соответственно, Клиффом ДеЯнгом и Джессикой Харпер) поженились.
Действие фильма проходит в вымышленном американском городе Дентон, где заправляет могущественный владелец сети ресторанов быстрого питания Фарли Флейворс (также сыгранный ДеЯнгом).
Дентон представляет собой телевизионную студию, работающую на DTV (дентонское телевидение). Все жители города делятся либо на участников шоу («звёзды», участники кастинга, съёмочная команда), либо на студийную аудиторию. Однажды, сидя в студии, Брэд и Джанет были выбраны слепым, эксцентричным ведущим Бертом Шником (Бэрри Хамфриз) для участия в игровом шоу «Свадебная неразбериха». В качестве «приза» Брэда заключают в «Дентонвейл» — мыльную оперу, где события происходят вокруг больницы для душевнобольных, директорами которой являются брат с сестрой, Космо и Нейшен Маккинли (Ричард О’Брайен и Патриция Куинн).
Фарли Флейворс «раскручивает» Джанет как певицу-суперзвезду, предполагая, что шоу-бизнес должен затмить её разум. Это делается для того, чтобы попытаться отбить её у Брэда. Согласие на разрыв с Брэдом подкрепляется наркотиками, снабжение которыми производится силами семьи Маккинли.
Бетти Хэпшатт (Руби Уэкс) и судья Оливер Райт (Чарльз Грей) следят за Фарли и другими людьми, вовлечёнными в DTV, и в итоге обнаруживают, что Космо и Нейшен не доктора, а всего лишь хорошие актёры. А Фарли Флейворс является давно потерявшимся, завистливым братом-близнецом Брэда, мечтающим уничтожить Брэда и завладеть Джанет.
Бетти и судья вызволяют Брэда из «Дентонвейла» и он противостоит своему близнецу на шоу «Фабрика веры». Фарли сажает эту троицу и Джанет в тюрьму, но они сбегают в машине с местным оркестром.

## В ролях
- Клифф ДеЯнг — Брэд Мейджорс и Фарли Флейворс
- Джессика Харпер — Джанет Мейджорс
- Ричард О’Брайен — доктор Космо Маккинли
- Патриция Куинн — доктор Нейшен Маккинли
- Барри Хамфрис — ведущий Берт Шник
- Руби Уэкс — Бетти Хэпшатт
- Чарльз Грей — судья Оливер Райт
- Джереми Ньюсон — Ральф Хэпшатт
- Венди Рэбэк — Мейси Стразерс
- Нел Кэмпбелл — Нёрс Энсалонг
- Рик Мэйолл — Рикки
- Дарлин Джонсон — Эмили Вайс
- Мэннинг Редвуд — Гарри Вайс
- Бэрри Деннен — Ирвин Лэпси
- Бетси Брэнтли — Нили Притт